# Tropidion pulvinum
Tropidion pulvinum är en skalbaggsart som beskrevs av Martins 1968. Tropidion pulvinum ingår i släktet Tropidion och familjen långhorningar. Inga underarter finns listade i Catalogue of Life.